# 189004 Capys
189004 Capys è un asteroide troiano di Giove del campo troiano. Scoperto nel 1977, presenta un'orbita caratterizzata da un semiasse maggiore pari a 5,1902735 UA e da un'eccentricità di 0,1445220, inclinata di 17,09645° rispetto all'eclittica.
L'asteroide è dedicato a Capi, padre di Anchise.